# Josep Carabén i Vendrell
Josep Carabén i Vendrell (Barcelona, 20 de febrer de 1868 - 9 de juny del 1929) fou un empresari i polític català. És avi de l'economista Armand Carabén.

## Biografia
Fill del petit empresari de l'Eixample Josep Carabén i Fontanet i Antònia Vendrell i Fauró natural de Vilagrassa.
Va ampliar el negoci del Cafè Espanyol, que serà un dels més popular de l'avinguda del Paral·lel. Fou també tresorer de la Junta de La Primitiva Española, comptador de la Junta Directiva de la Lliga Regionalista i el 1927 tresorer de la Societat Econòmica Barcelonesa d'Amics del País. A les eleccions municipals de 1917 fou elegit tinent d'alcalde de l'ajuntament de Barcelona per la Lliga Regionalista i el 1923 fou nomenat diputat de la Diputació de Barcelona (aleshores Mancomunitat de Catalunya) pel districte III.